# 異面白舌蛭
異面白舌蛭（学名：Alboglosiphonia heteroclita）为舌蛭科白舌蛭屬下的一个种。